# Nieuw Rande
De buitenplaats Nieuw Rande (tot in de 19e eeuw ook Huis te Rande of Smets Rande genoemd) is gelegen in de Nederlandse buurtschap Rande, provincie Overijssel. Het 19e-eeuwse woonhuis is een rijksmonument.

## Geschiedenis
Kort voor 1600 zal het Huis te Rande zijn gebouwd. Dit huis is vermoedelijk gesticht vanuit de nabijgelegen havezate Rande. Een aanwijzing hiervoor zijn de onderlinge familiebanden tussen de eigenaren: de rond 1570 gebouwde havezate was een bezit van de familie Van Doetinchem, terwijl het Huis te Rande in 1603 in bezit was van jonker Lulof Luloffs tot Rande, echtgenoot van Aaltje van Doetinchem.
Rond 1620 was het huis in eigendom van Seino Swaefken, heer van Rande. Hij wordt ook wel als bouwheer van de buitenplaats genoemd. 
Tijdens het Rampjaar 1672 viel de Münsterse prinsbisschop Bernard von Galen de Republiek binnen. Hij richtte de buitenplaats in als hoofdkwartier voor zijn beleg van Deventer.

### Familie Smet
Door het huwelijk van Anna Maria Swaefkens in 1677 met Philippus Smet, kwam de buitenplaats in bezit van de familie Smet. Erfdochter Sibilla Josephina de Smet zou het huis aan zijn tweede benaming helpen: Smets Rande. De buitenplaats was in 1675 de grootste buitenplaats in het Salland, met zeven haardsteden.

### Van Coevorden en Slichtenbree
In 1761 was de buitenplaats in bezit van Eusebia Johanna Wendelina van Echten van ’t Relaer. Zij trouwde met Johannes Wolter van Coevorden, de eigenaar van de nabijgelegen havezate Rande. Het stel ging op Smets Rande wonen en liet de havezate leeg staan.
De familie Slichtenbree was in de eerste helft van de 19e eeuw de eigenaar van Smets Rande. De laatste bewoners uit deze familie waren Zeger Johan Slichtenbree en zijn echtgenote Jeanne Willemine Lemker.

### Herbouw
In 1853 kocht de oud-gouverneur-generaal van Nederlands-Indië Albertus Jacobus Duymaer van Twist de inmiddels vervallen buitenplaats aan. In de jaren 1856-1857 liet hij ten zuiden van het oude huis een nieuw landhuis bouwen, dat bekend werd als Nieuw Rande.
Het oude Smets Rande werd afgebroken, op een van de bouwhuizen na. Tussen beide locaties werd een laan aangelegd.

### Baron Stratenus
In 1895 verkocht M.J. Beck, weduwe van Albertus van Twist, de buitenplaats met de bijbehorende 130 hectare grond aan Guillaume Jean Théodore baron Stratenus die er met zijn vrouw en drie kinderen ging wonen. Voor dochter Otheline liet Stratenus een aparte woning bouwen op het landgoed: zo kon de geestelijk gehandicapte Otheline, onder toezicht van twee gouvernantes, vanaf haar 21e zelfstandig wonen en hoefde ze niet te worden opgenomen in een gesticht. Otheline overleed nog voor ze veertig jaar oud was; de woning werd in de jaren 1930 afgebroken en bij de brug over Zandwetering aan de Havezatelaan herbouwd.
Het landhuis werd na de dood van de baron in 1939 geërfd door zijn zoon Eduard Antoine baron Stratenus. Toen deze in 1979 overleed ging het landgoed Rande over naar de Verenigde Gestichten, de voorloper van de Stichting IJssellandschap. Eduards echtgenote Hillegonda Vis bleef echter eigenaar van het huis. Na haar overlijden in 1996 kwam ook het huis in eigendom van Stichting IJssellandschap.
Het Nieuw Rande werd gerenoveerd en kwam in gebruik als hotel-restaurant.

## Beschrijving

### Smets Rande
Smets Rande was gebouwd om een omgracht terrein. De tuin achter het landhuis was aangelegd in een formele stijl. Van het landhuis bleven de toegangslaan, een deel van de omgrachting en twee bouwhuizen bewaard. Een daarvan brandde er in 1911 een deels af, het werd herbouwd als koetshuis. In 1928 werd nog een tuinmanswoning bij Smets Rande gebouwd. In in 2021 kwam er een moderne villa op de plek van het landhuis. Een aantal oude eiken en beuken in de onmiddellijke omgeving er van werden in 2025 verwijderd. 

### Nieuw Rande
Nieuw Rande werd in 1856-1857 gebouwd in eclectische stijl. Mogelijk is het ontworpen door Louis Paul Zocher. Het gepleisterde huis heeft twee bouwlagen en bestaat twee rechthoekige bouwdelen die als hoekrisalieten dienen, met ertussen een eveneens twee bouwlagen hoog tussenlid. Oorspronkelijk had het tussenlid aan de voorzijde een diepe loggia, maar in 1907 is daar een kamer met balkon van gemaakt. Het huis wordt afgedekt door overstekende zadeldaken met muldenpannen.
Aan de rechterkant van het huis bevindt zich een bouwdeel van twee bouwlagen met porte cochère en plat dak. Daartegenaan is nog een eenlaagse vleugel - voorheen de paardenstal - met topgevels.
Het interieur van het huis bevat onder andere een houten, gesneden schouw, een schouw in neo-renaissancestijl, lambriseringen, eiken balkenplafonds en imitatie goudleerbehang. Onder het dak bevindt zich een bijzondere spantconstructie.
J.D. Zocher ontwierp samen met zijn zoon Louis Paul het park rondom het huis. Dit park werd aangelegd in de Engelse landschapsstijl, waarbij oude kolken met elkaar werden verbonden zodat een waterpartij ontstond.
De buitenplaats is een rijksmonument.

#### Overige gebouwen
Het oude bouwhuis van Smets Rande werd na een brand in 1911 uitgebreid met een koetshuis. Het gebouw is een gemeentelijk monument.
Rond 1900 liet baron Stratenus op het landgoed een houten huis naar Noors ontwerp bouwen, speciaal voor zijn dochter Otheline. Nadat zij was overleden in de jaren 20 is het huis in de jaren 30 afgebroken en vervolgens herbouwd aan de Havezatelaan, zo’n twee kilometer verderop. Het huis wordt sindsdien particulier bewoond.

## Afbeeldingen

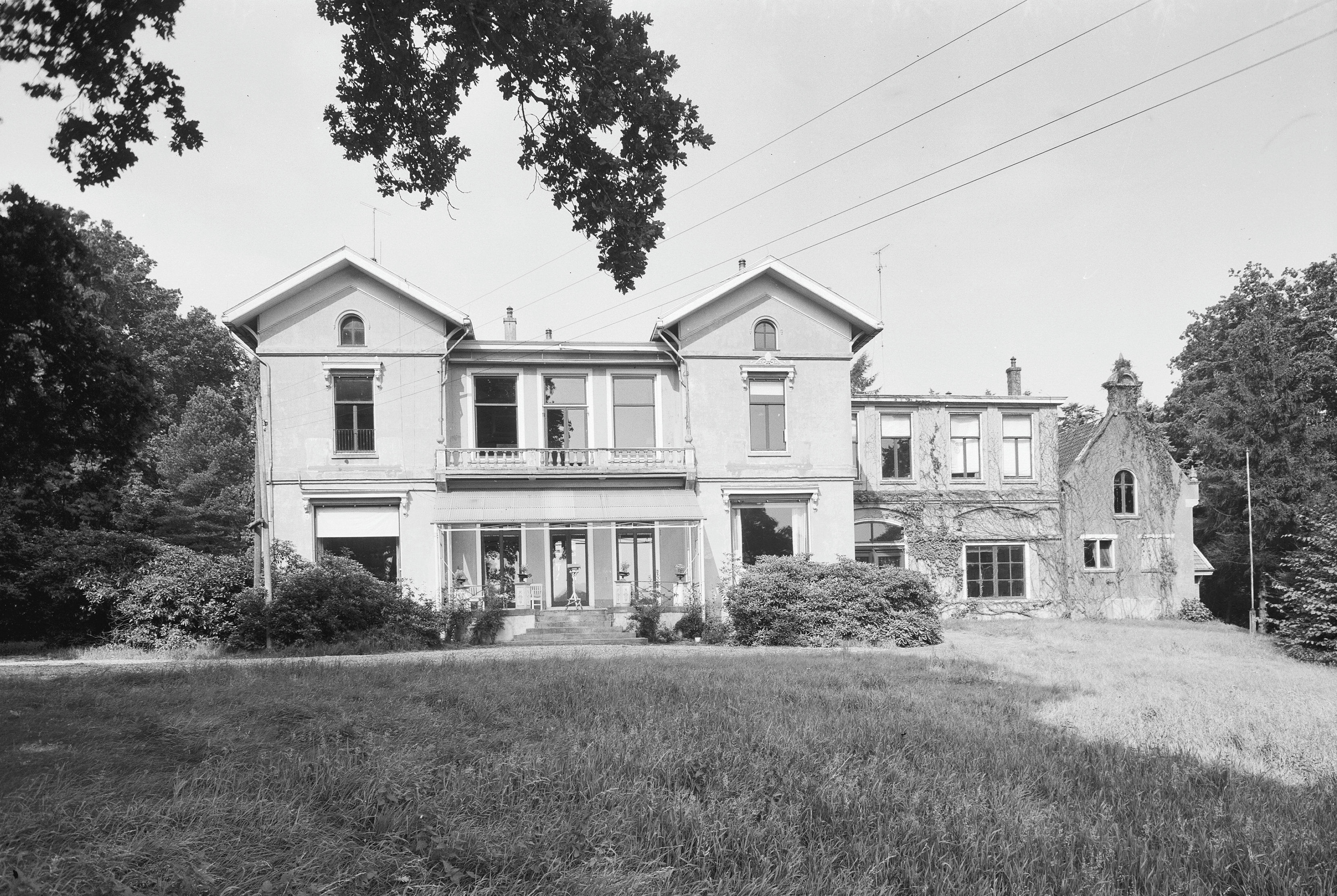
Vooraanzicht in 1965
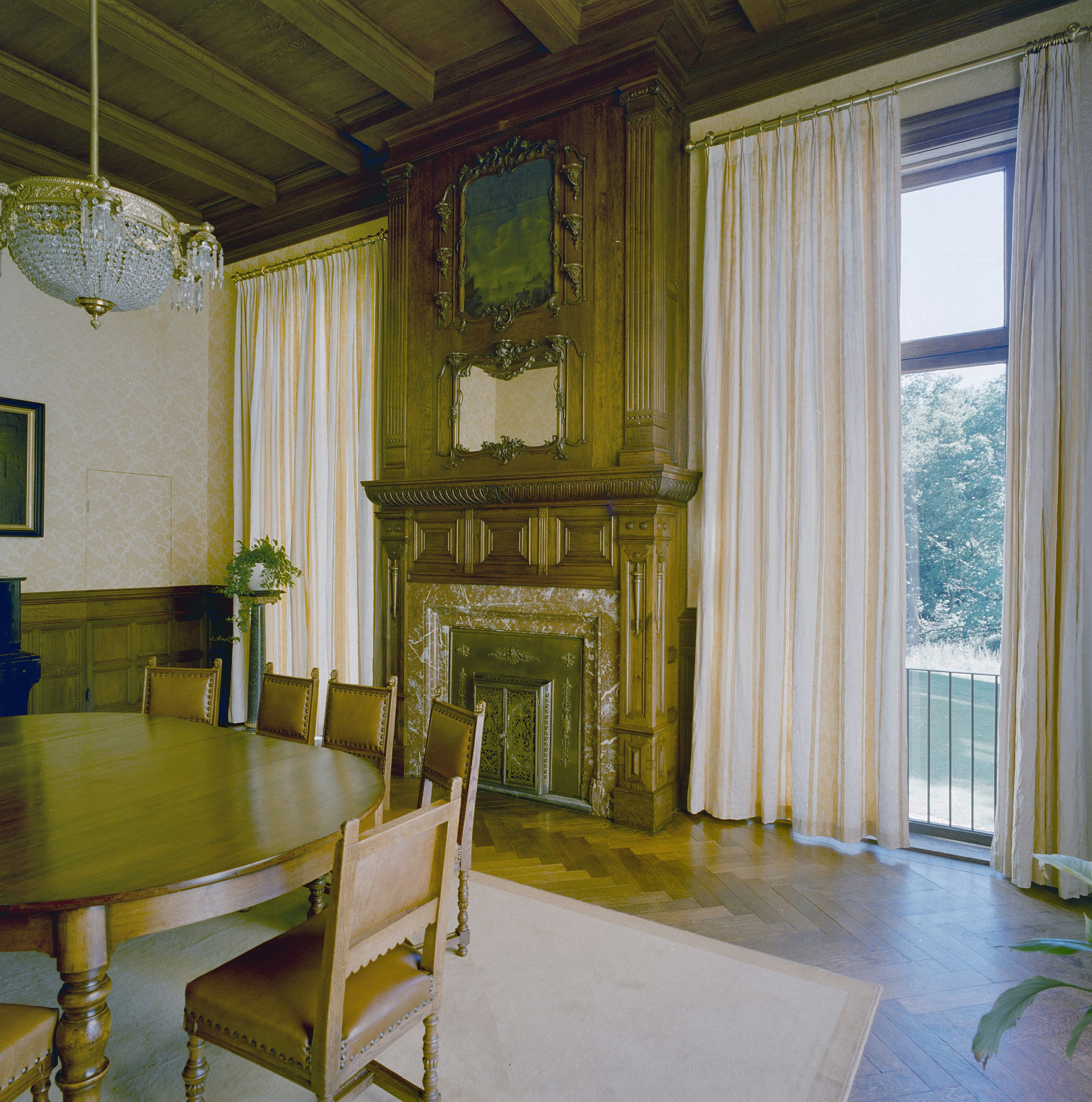
Houten schouw
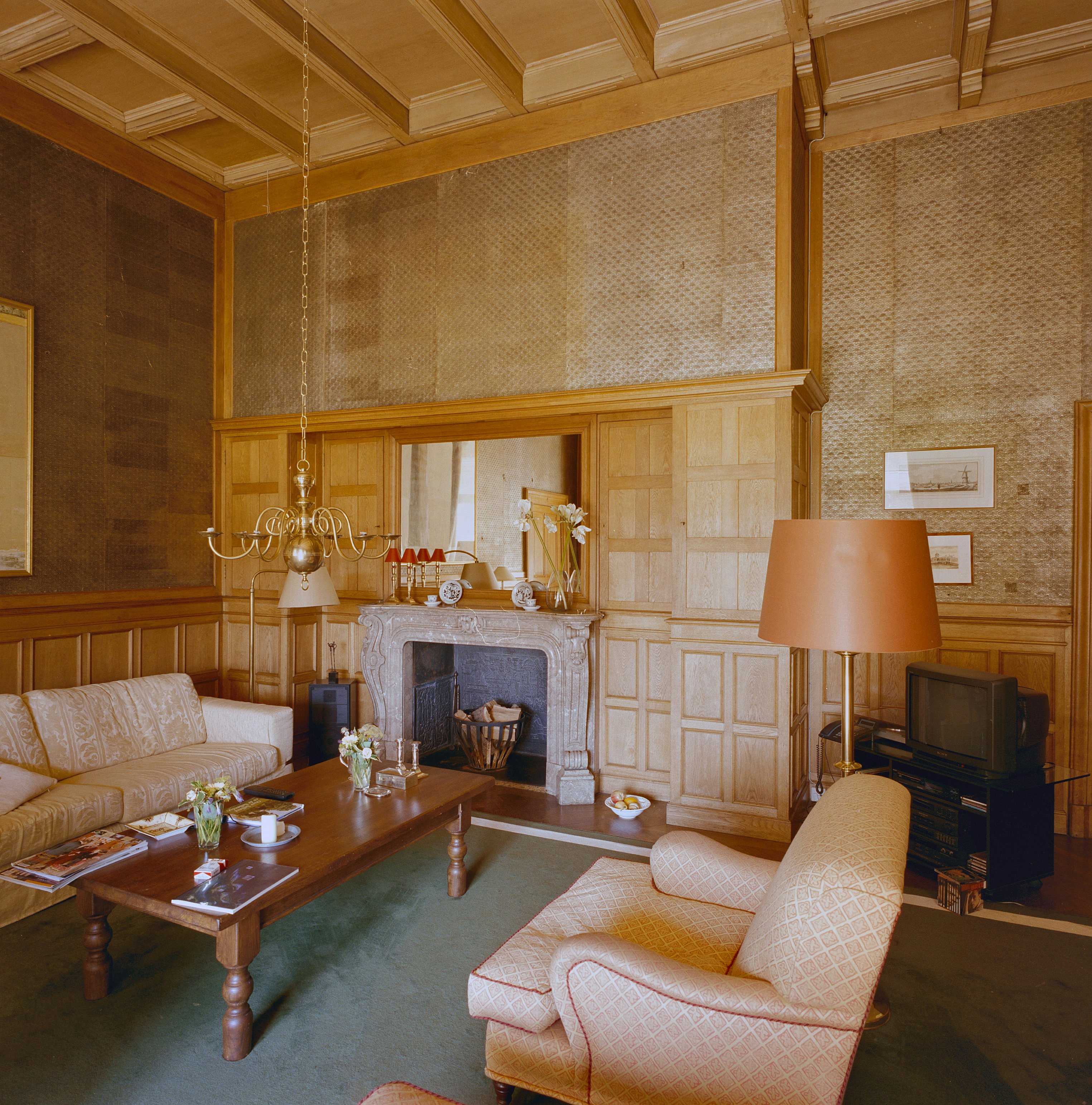
Interieur van de achterkamer
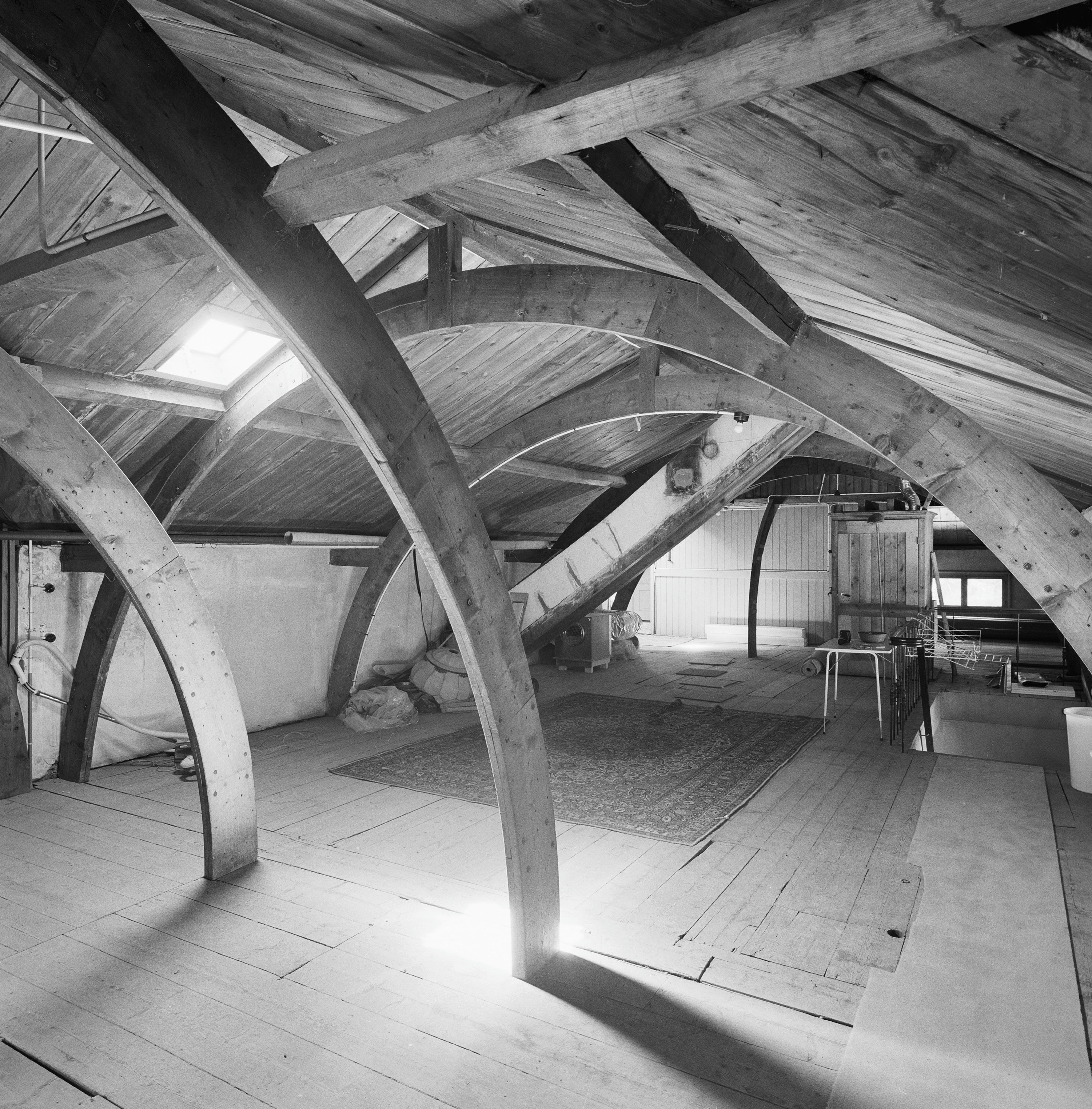
Spantconstructie op de zolderverdieping
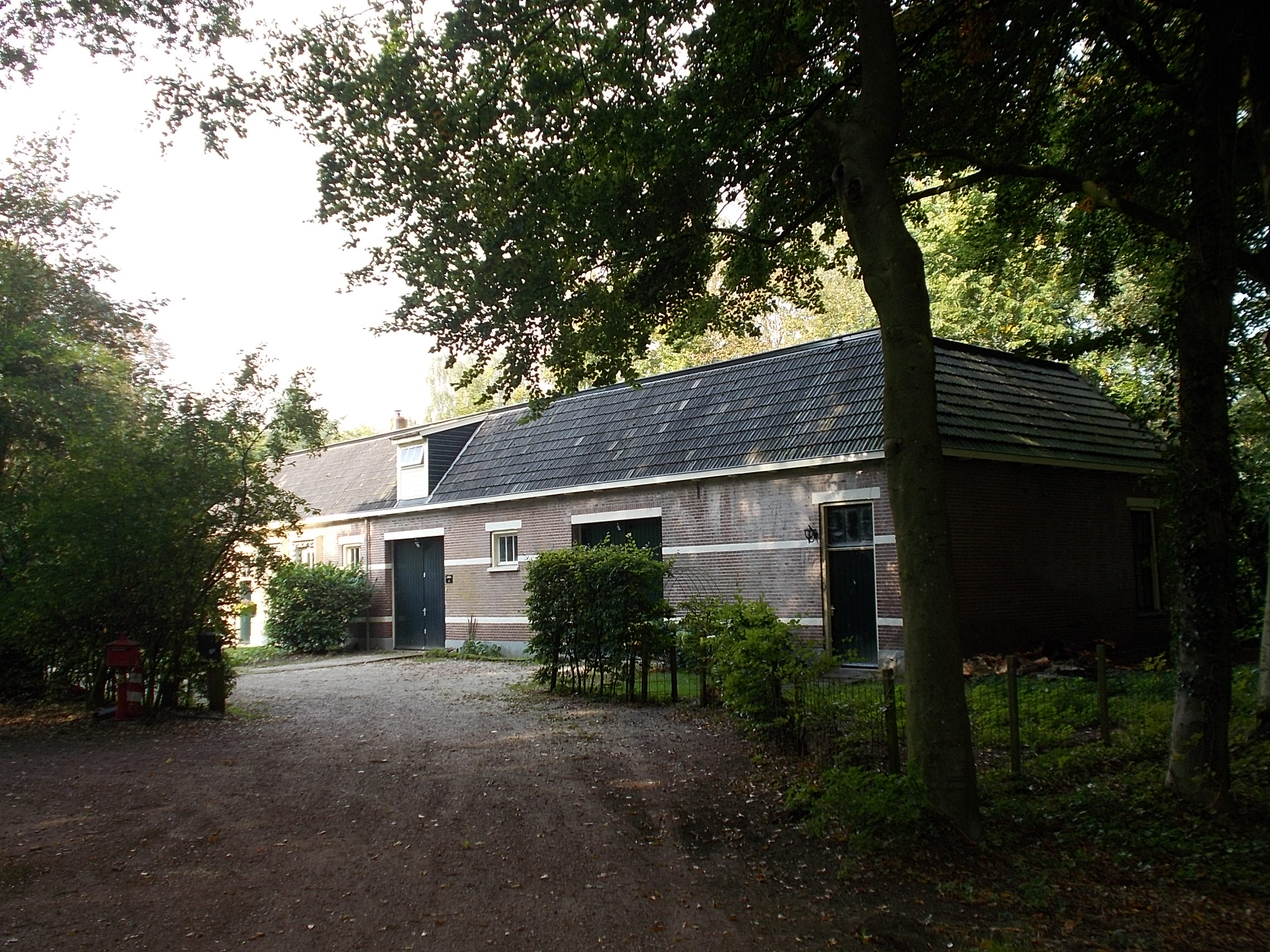
Het bouwhuis van Smets Rande
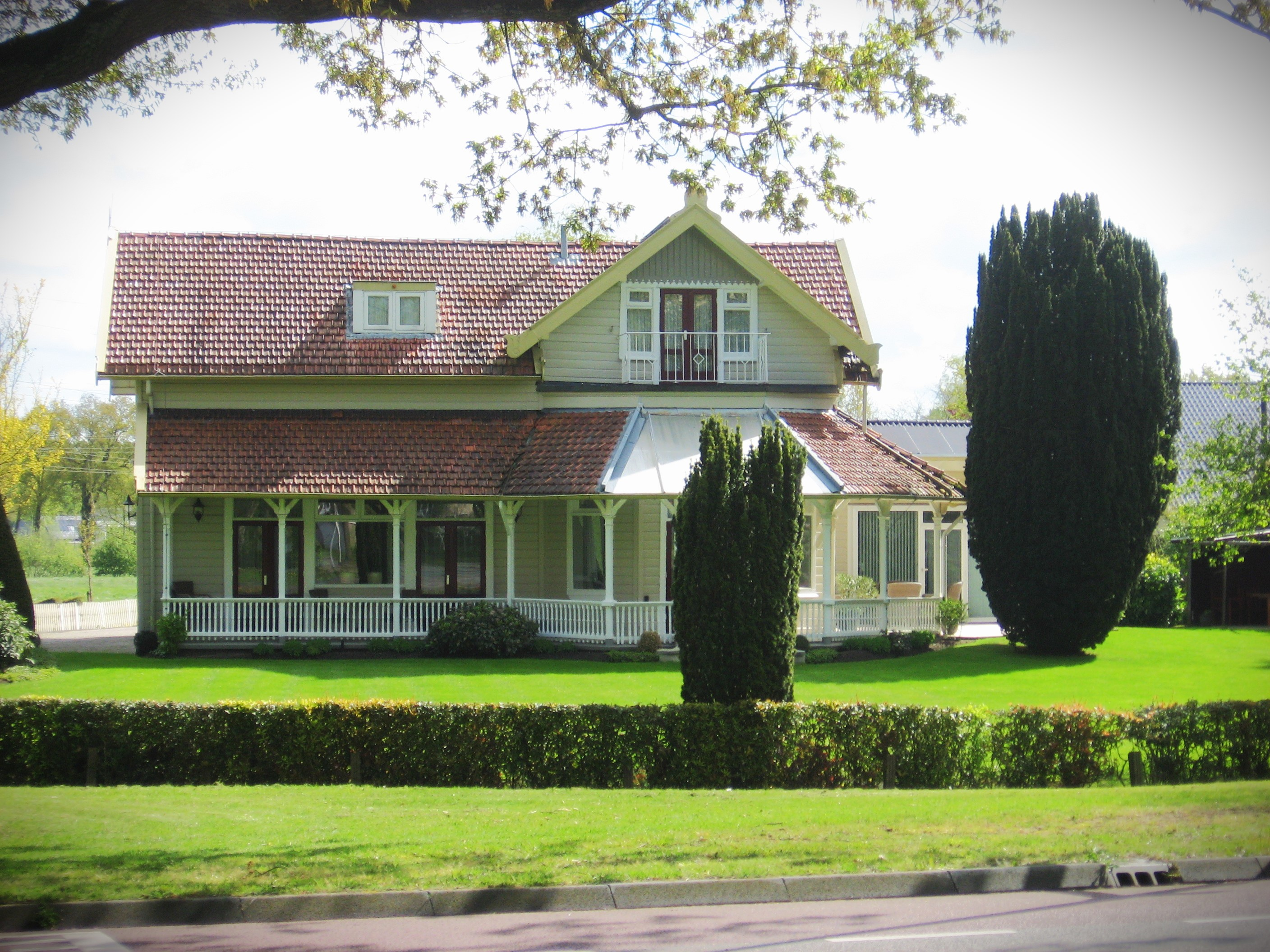
Het huis van de freule, nu aan de Havezatelaan